# Darren Teh
Darren Teh (* 9. September 1996 in Singapur), mit vollständigen Namen Darren Teh Ting Wei, ist ein singapurischer Fußballspieler.

## Karriere

### Verein
Darren Teh erlernte das Fußballspielen in der National Football Academy in Singapur. Seinen ersten Vertrag unterschrieb er 2017 bei Geylang International. Der Verein spielte in der ersten Liga, der S. League. Nach 86 Erstligaspielen wechselte er zu Beginn der Saison 2022 zum ebenfalls in der ersten Liga spielenden Balestier Khalsa.

### Nationalmannschaft
Darren Teh spielt seit 2019 in der singapurischen Nationalmannschaft. Sein Debüt in der Nationalmannschaft gab er am 6. Oktober 2019 in einem Freundschaftsspiel gegen Jordanien.